# Joly
Joly is een geslacht waarvan leden sinds 1899 tot de Belgische adel behoren.

## Geschiedenis
De stamreeks begint met Jacques Joly wiens dochter Catherine te 's-Gravenbrakel gedoopt werd op 25 april 1603, tevens eerste vermelding van een lid van dit geslacht met bewezen filiatie met het geadelde geslacht. Vanaf de 19e eeuw vervulden leden van dit geslacht rechterlijke functies te Brussel. In 1899 werd Adolphe Joly (1817-1905) verheven in de Belgische adel. Jhr. Edouard Joly (1860-1950) verkreeg in 1929 de titel baron, overdraagbaar bij eerstgeboorte, of zo niet op afstammelingen van zijn broers; in 1988 verkreeg daarop zijn achterneef de titel van baron met overgang op dezelfde wijze. De enige mannelijke telg heeft anno 2018 geen nakomelingen waarmee het adellijke geslacht op uitsterven staat.

### Wapenbeschrijvingen
- 1899: In zilver, een rood ankerkruis, beladen met vijf zilveren klaverbladeren, het schildhoofd van rood, beladen met drie zilveren sterren. Het schild gedekt met een goud getralieden, gehalsbanden en omboorden, zilveren helm, gevoerd en gehecht van rood, met wrong en helmdekkleeden van zilver en rood. Helmteeken: het kruis van het schild, tusschen eene zilveren vlucht. Wapenspreuk: 'Serva viam justitiae' van rood, op een lossen fladderenden zilveren band.
- 1929: Het schild getopt voor [de titularis] met eene baronnenkroon en gehouden door twee eenhoornen van zilver, gehoornd en gehoefd van goud. Het schild overtopt voor de andere nakomelingen met eenen helm van zilver, gekroond, getralied, gehalsband en omboord van goud, gevoerd en vastgehecht van keel, met dekkleeden van zilver en keel. Helmteeken: het kruis van het schild, tusschen eene vlucht van zilver. Wapenspreuk: 'Serva viam justitiae' van keel, op een lossen band van zilver.
- 1988: In zilver, een ankerkruis van keel, beladen met vijf klaverbladen van zilver, een schildhoofd van keel, beladen met drie sterren van zilver. Een helm van zilver, gekroond, getralied, gesierd en omboord van goud, gevoerd en gehecht van keel. Dekkleden: zilver en keel. Helmteken: het kruis van het schild, tussen een vlucht van zilver. Wapenspreuk: 'Serva viam justitiae' in letters van keel, op een lint van zilver. Bovendien voor de [titularis] het schild gedekt met de rangkroon van baron en gehouden door twee eenhoorns van zilver, gehoornd en gehoefd van goud.

## Enkele telgen
- Jean Joly, raadsheer in het Hof van Cassatie, trouwde met Pauline Durieu
  - Adolphe Joly (1817-1905), voorzitter van het hof van beroep in Brussel, trouwde in 1853 in Zonnebeke met Emma Iweins (1828-1874), dochter van Emmanuel Iweins, schepen van Ieper en van Stéphanie Hynderick. Ze kregen zes kinderen. In 1899 werd hij opgenomen in de Belgische erfelijke adel.
    - Leon Joly (1854-1940), advocaat, voorzitter van de Hoge Mijnraad, trouwde in 1883 in Sint-Joost-ten-Node met Henriette Boyaert (1861-1930). Ze kregen tien kinderen.
      - Robert Joly (1890-1964), artilleriekolonel, trouwde in Brugge in 1920 met Marie-Thérèse von der Schulenburg, met afstammelingen tot heden.
        - François baron Joly (1922-2012), verkreeg na het kinderloos overlijden van zijn oudoom in 1988 de titel van baron
          - Arnaud baron Joly MBA (1972), chef de famille en enige mannelijke telg

    - Henri Joly (1859-1945) trouwde in 1888 met Fanny Amyot (1865-1941). Ze kregen drie dochters.
    - Edouard Joly (1860-1950) trouwde in Brussel in 1887 met Madeleine de Streel (1867-1955). Hij werd eerste voorzitter van het hof van beroep in Brussel en lid van de Raad van Adel. In 1929 verkreeg hij de titel baron, overdraagbaar bij eerstgeboorte, of zo niet op afstammelingen van zijn broers. Het echtpaar bleef kinderloos.
    - Albert Joly (1866-1940), voorzitter van het hof van beroep van Brussel, trouwde in Brussel in 1891 met Jeanne Goethals (1868-1945). Het echtpaar kreeg een dochter. Hij was voorzitter van het hof van beroep in Brussel.

#### Adellijke allianties
- Iweins (1853), Von der Schulenburg (1920, Duitse adel), Janssens de Bisthoven (1944), Van de Walle (1964), Coppieters 't Wallant (1968), De Cooman d'Herlinckhove (2011)